# Lotnictwo morskie
Lotnictwo morskie (lotnictwo marynarki wojennej) – rodzaj lotnictwa wojskowego podporządkowany dowództwu marynarki wojennej.
Lotnictwo morskie przeznaczone jest do wsparcia działań sił morskich na morzu i na wybrzeżu, osłony ugrupowań marynarki oraz do wykonywania samodzielnych zadań (rozpoznanie, niszczenie okrętów podwodnych i nawodnych, ubezpieczenie desantów itp.). Współdziała również z innymi rodzajami lotnictwa i sił zbrojnych, działających na kierunku nadmorskim.
W skład lotnictwa morskiego może wchodzić:
Lotnictwo bojowe
- lotnictwo bombowe
- lotnictwo myśliwskie
- lotnictwo myśliwsko-bombowe
- lotnictwo rozpoznawcze
- lotnictwo minowo-torpedowe
- lotnictwo zwalczania okrętów podwodnych

Lotnictwo pomocnicze
- lotnictwo rozpoznania radiolokacyjnego
- lotnictwo radioelektronicznego przeciwdziałania
- lotnictwo trałowania
- lotnictwo ratownicze lotnictwo łącznikowe
- lotnictwo sanitarne

Rozróżnia się lotnictwo morskie bazujące na lądzie i lotnictwo pokładowe bazujące na lotniskowcach (śmigłowcowcach) i innych okrętach.